# Karl Ludwig Radenbach
Karl Ludwig Radenbach (* 28. Mai 1918 in Siegen; † 7. Februar 1986 in Berlin) war ein deutscher Mediziner und Pneumologe. Er war ein Pionier der Tuberkuloseforschung.

## Leben
Karl Ludwig Radenbach studierte Medizin in Marburg und Frankfurt am Main. Nach einem Militärdienst als Arzt und einer Tätigkeit in Siegen arbeitete er an den Universitätskliniken Frankfurt am Main. 1955 habilitierte er sich dort. Radenbach war zunächst Professor an der Johann Wolfgang Goethe-Universität Frankfurt, ab 1964 Chefarzt und Ärztlicher Direktor der Lungenklinik Heckeshorn in West-Berlin und apl. Professor an der Medizinischen Fakultät der Freien Universität Berlin.
Er gehörte zu den Initiatoren des Department-Systems der Lungenklinik Heckeshorn (jetzt: Helios Klinikum Emil von Behring, Lungenklinik Heckeshorn), einer damals ungewöhnlichen Struktur von gleichberechtigten Abteilungen innerhalb einer Klinik. Zusammen mit Hans-Jürgen Brandt, Karl Bartmann, Günter Freise, Jutta Mai, Hans-Siegfried Otto und anderen baute er Heckeshorn zu einem über die Grenzen Berlins und Deutschlands hinaus bekannten Zentrum für Pneumologie und Thoraxchirurgie aus.
Neben seiner klinischen Tätigkeit und der Lehre war er umfangreich wissenschaftlich tätig. Wesentliches Thema war die Tuberkulose, insbesondere deren Behandlung. Er war z. B. Initiator maßgeblicher multizentrischer Studien zur Therapie der Tuberkulose. Daneben forschte er auch auf damals wenig geläufigen Gebieten wie der Behandlung nicht-tuberkulöser Mykobakteriosen und der Lungenbeteiligung bei Immunkrankheiten (Lupus Erythematodes) und der Histiozytosis X. Ergebnis war eine große Zahl wissenschaftlicher Veröffentlichungen vor allem in deutschsprachigen Fachzeitschriften. Bei seinen klinischen Untersuchungen griff er auf damals modernste, noch nicht allgemein etablierte Verfahren wie kontrollierte randomisierte und evtl. doppeltblinde Studien zurück. Hierbei kooperierte er umfangreich mit anderen Kliniken; er war ein Mitbegründer der Wissenschaftlichen Arbeitsgemeinschaft für die Therapie von Lungenkrankheiten, die sich u. a. durch eine modernste Forschungsmethodik auszeichnete (ungewöhnlicher Grundsatz dieser Arbeitsgemeinschaft war auch, dass sie eine finanzielle Unterstützung durch die pharmazeutische Industrie ablehnte). Radenbach war Verfechter einer rational und wissenschaftlich begründeten Medizin. Bei aller wissenschaftlichen Ausrichtung waren seine Arbeiten „klinisch“ und auf den Nutzen in der Patientenversorgung orientiert.
Radenbach war Mitglied diverser Fachgesellschaften, u. a. auch Vorsitzender der Deutschen Gesellschaft für Pneumologie und Tuberkulose und Ausrichter eines ihrer Kongresse in Berlin 1980 (hierbei geschah ihm etwas, was für einen Kongressveranstalter der größte aller Schrecken sein mag: der Einsturz des Veranstaltungsgebäudes – der Berliner Kongresshalle – wenige Wochen vor dem Beginn. Trotzdem wurde der Kongress an anderem Ort ein großer Erfolg). Radenbach pflegte, soweit es seinerzeit möglich war, Kontakte zu Fachkollegen in der DDR und auch im Ausland. Er war Fellow des American College of Chest Physicians und Ehrenmitglied der Internationalen Union gegen die Tuberkulose. Er erhielt die Ernst-von-Bergmann-Plakette der deutschen Bundesärztekammer.
Im Hörsaal der Klinik Heckeshorn (bis Februar 2007 Am Großen Wannsee 80, Berlin-Wannsee) wurde ihm zu Ehren eine Gedenktafel angebracht. Die Gedenktafel befindet sich jetzt in der Klinik für Pneumologie - Lungenklinik Heckeshorn, Helios Klinikum Emil von Behring.

## Schriften
- Der Zusammenhang zwischen tuberkulösen Lungenblutungen und Hypoprothrombinämie, 1944 (Dissertationsschrift)
- Die Behandlung der Tuberkulose der oberen Luftwege, insbesondere der Kehlkopftuberkulose mit Isonicotinsäurehydrazid, Lung Journal 145, 1953, zusammen mit R. Link und W. Niedermowe
- Gezielte endobronchiale Behandlung bei Lungentuberkulose, 1955 (Habilitationsschrift)
- Kriterien zur Diagnose der exsudativen Pleuritiden von Autoimmunkrankheiten, 1971, Lung Journal 145, 1971, zusammen mit H. J. Brandt, H. Preussler und Heide Rudolph
- Untersuchungen zur Klinik und Therapie der pulmonalen Histiocytosis X anhand von 37 Fällen 1969–1982, Thieme / Prax Klin Pneumol 1983; 37: 535–545, zusammen mit Buchbender W, Loddenkemper R. et al.
- Tuberkulose von KL Radenbach und W. Matthiesen, in: Lehrbuch der inneren Medizin, Stuttgart, New York: Georg-Thieme-Verlag 1984, 11.104–118